# ジュリアン・バンダ
ジュリアン・バンダ（Julien Benda、1867年12月26日 パリ - 1956年6月7日）は、フランスのユダヤ人哲学者、小説家である。主著『知識人の裏切り』は宇京頼三によって日本語訳されている。
ユダヤ系の家庭に生まれ、フランスの美文学のマスターになった。それでも彼は真実探求の方法として自然科学が文学を凌駕していると信じていた。彼は当時のフランス哲学の主導権を巡ってアンリ・ベルクソンと対立した。 
バンダは今では1927年に出版した短編小説La Trahison des Clercsが最も強く記憶されている。この論争的な随筆は、19世紀から20世紀にかけてフランス人やドイツ人の知識人達が粗野なナショナリズム、主戦論、そして人種差別についての弁明者とならずに、政治や軍事について屡々冷静に思考する能力を失ったと主張した。バンダは最も厳しい批判をシャルル・モーラス やモーリス・バレスから受けた。バンダは古典古代に関する基準となる冷静な見解を、そして彼が良く理解していた伝統的なキリスト教の国際主義を擁護した。
他の著書はBelphégor (1919)、Le rapport d'Uriel (1946)、そして Exercice d'un enterré vif (1945)である。最後の著作は当時のフランスの著名人を攻撃したものだった。以下の目録は彼の長い人生の最後の三十年間に出版されたものである。彼は20世紀的作家である。更に、ドイツ人が「世界の災いの一つ」だと呼んでいたにも拘わらず、ユダヤ人でありながらバンダはヴィシー政権下の1940年から1944年に渡るドイツによるフランス占領の中を生き残った。それにも拘わらず、バンダは今日では殆ど読まれていない。『知識人の裏切り』は彼の唯一英訳出版された作品である。この作品の2006年版の翻訳の導入部分を書いたロジャー・キンボールは、バンダが今日の英語圏の保守的な思想家に対して尊敬の念を表明するべきだと要求していると提案している。バンダの影響はノーム・チョムスキーの作品にも感じ取られる。しかしながら、'Betrayal of the Intellectuals'という、若しくはより広く知られている'Treason of the Intellectuals'という言い回しは、政治的な理由で彼らの良心を妥協する知識人に言及する際に使われるフレーズになっている。言うまでも無くこれは右派の知識人だけでなく左派の知識人にも当て嵌まる。

## 著書
- L'Ordination, 1911
- Les Sentiments de Critias, 1917
- Belphégor : essai sur l'esthétique de la présente société française, 1918
- Les Amorandes, 1921
- La Croix de roses, 1923
- Lettres à Mélisande pour son éducation philosophique, 1925
- La Trahison des Clercs, 1927
  - 『知識人の反逆』木田稔訳、小山書店、1941年
  - 『知識人の裏切り』宇京頼三訳、未来社〈ポイエーシス叢書〉1990年

- Cléanthis ou Du beau et de l'actuel, 1928
- Properce, ou, Les amants de Tibur, 1928
- Un régulier dans le siècle, 1938
- La Grande épreuve des démocraties : essai sur les principes démocratiques : leur nature, leur histoire, leur valeur philosophique, 1942
- Un Antisémite sincère, 1944
- La France byzantine, ou, Le triomphe de la littérature pure : Mallarmé, Gide, Proust, Valéry, Alain, Giraudoux, Suarès, les Surréalistes : essai d'une psychologie originelle du littérateur, 1945
- Exercice d'un enterré vif, juin 1940-août 1944, 1945
- Du Poétique selon l'humanité, non selon les poètes, 1946
- Non possumus. À propos d'une certaine poésie moderne, 1946
- Le Rapport d'Uriel, 1946
- Tradition de l'existentialisme, ou, Les philosophies de la vie, 1947
- Trois idoles romantiques : le dynamisme, l'existentialisme, la dialectique matérialiste, 1948
- Du style d'idées : réflexions sur la pensée, sa nature, ses réalisations, sa valeur morale, 1948
- Deux croisades pour la paix juridique et sentimentale, 1948
- Songe d'Éleuthère, 1949
- Les Cahiers d'un clerc, 1936-1949, 1950
- De Quelques constantes de l'esprit humain : critique du mobilisme contemporain, Bergson, Brunschvicg, Boutroux, Le Roy, Bachelard, Rougier, 1950
- Mémoires d'infra-tombe, 1952

その他の邦訳
- 「文學とコミュニズム」-『文化の擁護』（小松清編、第一書房、1935年）所収
- 「大學敎授と文學者」-『知性』（河出書房、1940年8月）所収
- 「実存主義？ それは、一つの永遠なる哲學的立場の近代的形態である。」-『実存主義は是か非か』（伊吹武彦・今井仙一共訳、創元社、1950年）所収
- 「ある生埋めにされた者の修練」-『祖国は日夜つくられる』（ジャン・ポーラン編、小場瀬卓三ほか訳、月曜書房、1951年）所収

## 批評
- Nichols, Ray L., 1979. Treason, Tradition and the Intellectual: Julien Benda and Political Discourse.  Univ. Press of Kansas.
- Niess, Robert J., 1956. Julien Benda. Univ. of Michigan Press.